# هوه نور
هوه نور (بالمنغولية: Хөх нуур)‏ (بالصينية: 呼 和淖尔) هي بحيرة تقع في محافظة دورنود وتعد أخفض نقطة في منغوليا على عمق 560 متر (1,840 قدم) تحت مستوى سطح البحر.